# ماريا إسبينوزا
ماريا إسبينوزا (بالإنجليزية: Maria Espinosa)‏ (1939)؛ شاعرة، مترجمة، كاتِبة وروائية أمريكية.